# Codecademy
Codecademy はHTMLやCSSなどマークアップ言語及びPython、PHP、JavaScript、Rubyなどのプログラミング言語関連のコーディング講座を無料で提供しているオンラインプラットフォームである。
2012年6月時点で5万人以上の利用者が1億件以上の演習を終えており、ニューヨーク・タイムズ やTechCrunch など多くのブログやウェブサイトから高評価を得ている。
利用者の参加を促すため、課題完了時のバッジ付与や合計点数を公開する機能があるほか、利用者が新しい課目を作成し公開することができる。